# Fibulacamptus
Fibulacamptus é um género de crustáceo da família Canthocamptidae.
Este género contém as seguintes espécies:
- Fibulacamptus bisetosus
- Fibulacamptus gracilior